# Rodrigo Pimpão
Rodrigo Pimpão Viana (Curitiba, 23 ottobre 1987) è un calciatore brasiliano, attaccante svincolato.

## Caratteristiche tecniche
È un'ala destra.

## Carriera
Ha giocato nella prima e nella seconda divisione brasiliana, oltre che nella prima divisione iraniana, in quella giapponese ed in quella sudcoreana.

## Palmarès

### Club

#### Competizioni nazionali
- Campeonato Brasileiro Série B: 1

Vasco da Gama: 2009

#### Competizioni statali
- Campionato Carioca: 1

Botafogo: 2018